# Эварт, Джулия
Джу́лия Э́варт (англ. Julia Ewart; род. неизвестно) — шотландская кёрлингистка.
Играла на позиции четвёртого, была скипом команды.

## Достижения
- Чемпионат Шотландии по кёрлингу среди женщин: золото (2001).
- Чемпионат мира по кёрлингу среди юниоров: золото (1997), серебро (1996).
- Чемпионат Шотландии по кёрлингу среди юниоров: золото (1995, 1996, 1997, 1998).

## Команды
| Сезон   | Четвёртый    | Третий             | Второй          | Первый       | Запасной                                           | Турниры                       |
| ------- | ------------ | ------------------ | --------------- | ------------ | -------------------------------------------------- | ----------------------------- |
| 1994—95 | Джулия Эварт | Catherine Grainger | Mhairi Ferguson | Люси Ливак   | Джен Байерс (ЧМЮ)                                  | ЧШЮ 1995 · ЧМЮ 1995 (4 место) |
| 1995—96 | Джулия Эварт | Catherine Grainger | Mhairi Ferguson | Люси Ливак   | Джен Байерс (ЧМЮ) тренер: Питер Лаудон (ЧМЮ)       | ЧШЮ 1996 · ЧМЮ 1996           |
| 1996—97 | Джулия Эварт | Michelle Silvera   | Mhairi Ferguson | Линн Кэмерон | Suzie Law (ЧМЮ) тренер: Питер Лаудон (ЧМЮ)         | ЧШЮ 1997 · ЧМЮ 1997           |
| 1997—98 | Джулия Эварт | Michelle Silvera   | Kirsty Drummond | Линн Кэмерон | Катриона Фэруэтер (ЧМЮ) тренер: Питер Лаудон (ЧМЮ) | ЧШЮ 1998 · ЧМЮ 1998 (4 место) |
| 2000—01 | Джулия Эварт | Хизер Байерс       | Нэнси Мёрдок    | Линн Кэмерон | Эдит Лаудон (ЧМ) тренер: Moray Combe (ЧМ)          | ЧШЖ 2001 · ЧМ 2001 (4 место)  |

(скипы выделены полужирным шрифтом)